# 佛頭洲稅關遺址
22°16′48.98″N 114°16′3.25″E / 22.2802722°N 114.2675694°E

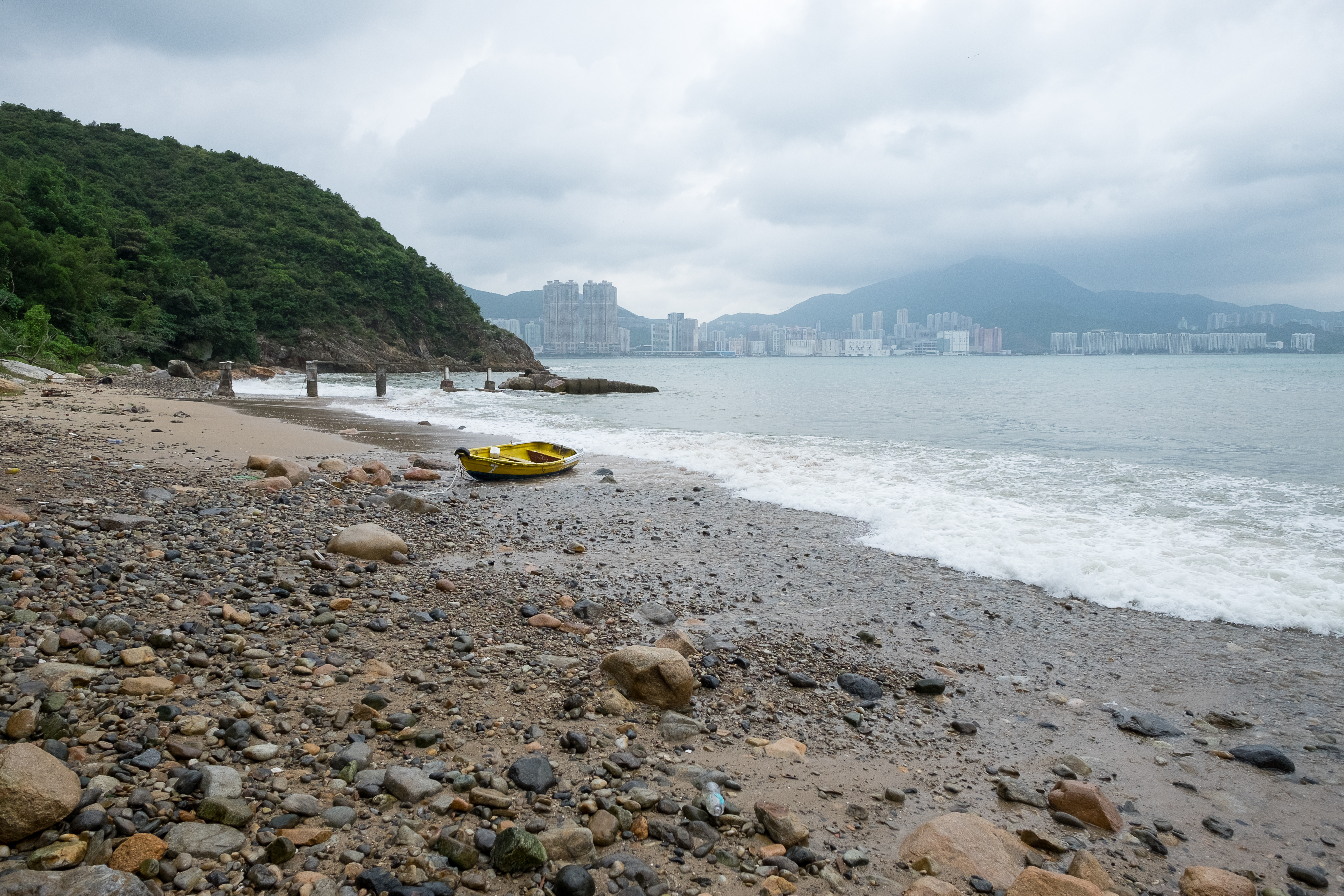
佛頭洲稅關遺址

佛頭洲稅關遺址是香港的一處遺址，位於新界清水灣半島以南的佛堂洲（又稱佛頭洲），北緯22度16分48.98秒，東經114度16分3.25秒，現被列為香港法定古蹟。

## 背景
佛堂洲一帶由於位處廣州與外國之間的航海要道佛堂門附近。早於唐宋時期島上已有海關稅關的設立，當中南宋慶元六年（1200年）時有較詳細的記載。何時荒廢已不可考，但至少在嘉庆年间《新安縣志》记载时已经荒廢。到了清朝中期，香港島割讓之後，該處曾於同治七年（1868年）重新設立稅關，至1898年租予英國才被廢置。

## 發現經過
1962年，香港教師朱維德（後來成為無線電視節目主持、艺员）在該處發現一塊殘缺石碑，惟當時並無引起香港政府注意。至1979年，古物古蹟辦事處考察該址，發現由4闕斷碑組成的一通石碑，上刻「德懷交趾國貢賦遙通」，下刻「稅廠值理重修」，亦發現一些石柱、石板和基石等，因此被認為是一處稅關遺址，惟具體年份至現時還未能確認。

## 外部連結
- 康樂及文化事務署 — 佛頭洲稅關遺址 （页面存档备份，存于）